# جنگ دنیاها (اجرای رادیویی)
جنگ دنیاها نام نمایشنامه‌ای رادیویی از اورسون ولز است که با اقتباس از کتاب جنگ دنیاها اثر هربرت جرج ولز نوشته شده‌است. این نمایشنامه در شامگاه ۳۰ اکتبر ۱۹۳۸ از ایستگاه رادیوی سی بی اس آمریکا پخش شد و باعث بروز ترس و وحشت میان عده زیادی از مردم شد. غالباً از این نمایشنامه به عنوان شاهدی بر قدرت تأثیر رادیو بر افکار عمومی یاد می‌شود.

## پیش زمینه
در آن سال‌ها جهان آبستن حوادث بسیار بود. مردم جهان به ویژه آنان که هنوز اوضاع نابسامان جنگ جهانی اول را از یاد نبرده بودند در وحشت و اضطراب و نگرانی به سر می‌بردند. یک ماه پیش از این واقعه نویل چمبرلین نخست وزیر انگلستان به منظور دیداری از آلمان با هواپیما به مونیخ پرواز کرده بود و پس از مذاکره با هیتلر سرانجام موفق به امضای موافقتنامه‌ای شده بود که امید می‌رفت شروع جنگی تازه را به تأخیر بیندازد.

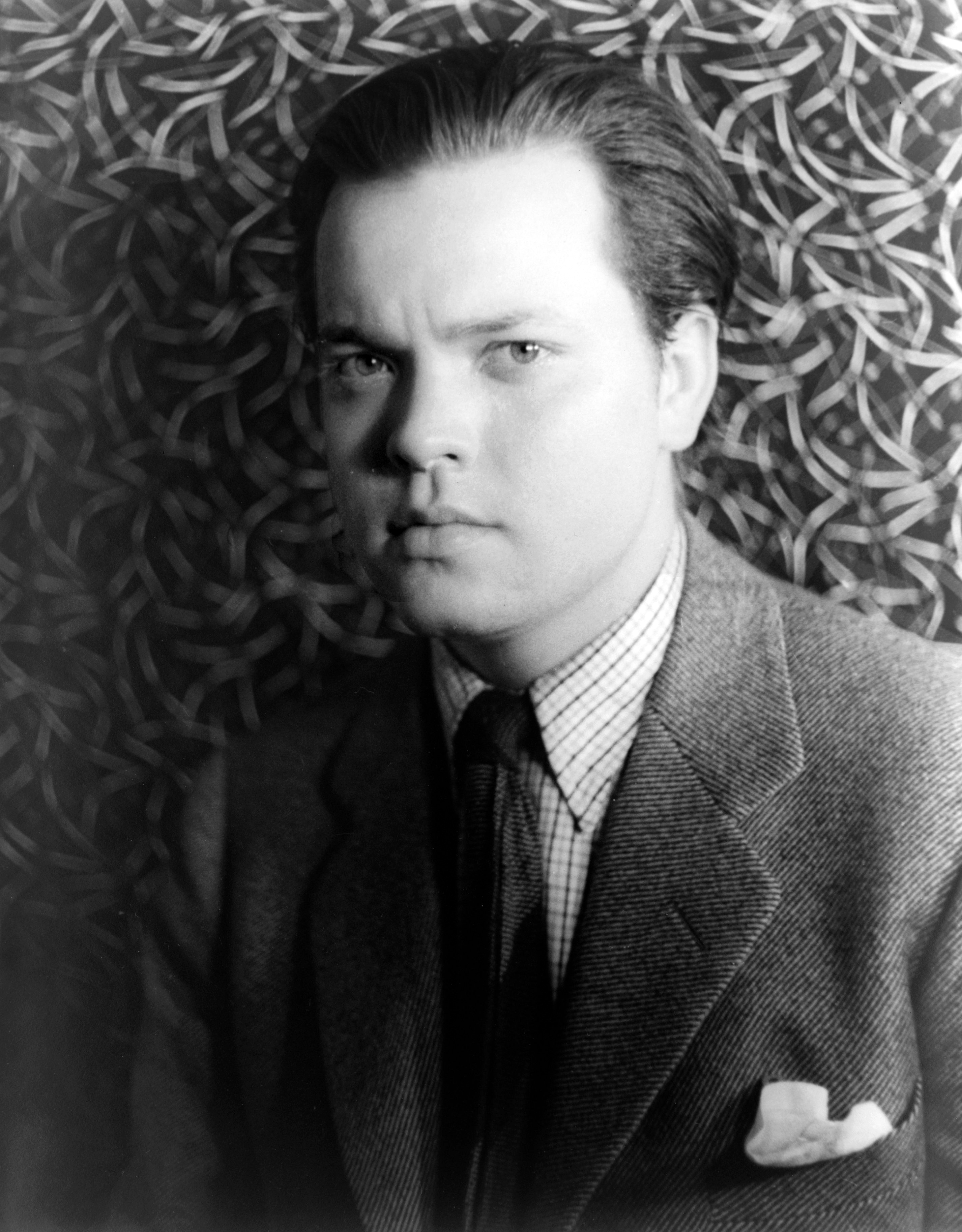
اورسون ولز در بیست و یک سالگی (سال ۱۹۳۷)

اورسون ولز هنرمند مشهور سینما و تئاتر که در آن زمان فعالیت‌های رادیویی داشت به اتفاق گروه هنری خود یک نمایشنامه تدارک دیده بود که قرار بود در شامگاه یکشنبه ۳۰ اکتبر ۱۹۳۸ از رادیوی سی بی اس پخش شود. در آن شب بیشتر شنوندگان طبق معمول ترجیح می‌دادند به رادیوی دیگری گوش کنند که در آن یک خیمه شب باز مشهور به نام ادگار برگن به اتفاق عروسکهای خود برنامه تفریحی چارلی مک کارتی را اجرا می‌کرد. این خیمه شب باز چنان ماهرانه به جای عروسکهای خود حرف می‌زد که همه مردم تصور می‌کردند خود عروسک‌ها صحبت می‌کنند. به طوری که تخمین زده شده بود بیش از سی درصد مردم به این برنامه گوش می‌کردند و تنها ۳ درصد مایل بودند که به نمایشنامه رادیویی جنگ دنیاها که از یک ایستگاه دیگر پخش می‌شد گوش فرا دهند؛ ولی درست ۵ دقیقه پس از شروع این برنامه رادیویی برنامه عروسکی ادگار برگن به پایان رسید و پس از آن یک خواننده بدصدا شروع به خواندن کرد. بیشتر شنوندگان برای فرار از صدای این خواننده پیچ رادیوهای خود را گردانده و به ایستگاه اول یعنی ایستگاهی که نمایشنامه رادیویی جنگ دنیاها از آن پخش می‌شد بردند. از آنجا که حدود ۵ دقیقه از شروع این نمایشنامه گذشته بود این دسته از شنوندگان موفق نشدند اطلاعیه‌ای را که در آغاز این نمایشنامه پخش شده بود بشنوند. از این رو اصلاً تصور نمی‌کردند که آنچه از رادیو پخش می‌شد یک نمایشنامه رادیویی است.

## خلاصه نمایشنامه
پس از آنکه گوینده برنامه را اعلام کرد پیش‌بینی هوا به اطلاع شنوندگان رسید. سپس گوینده گفت که این برنامه هم‌اکنون به‌طور زنده از یکی از هتل‌های نیویورک پخش می‌شود. لحظه‌ای بعد موسیقی ملایمی که از یکی از هتل‌های نیویورک پخش می‌شد به گوش شنوندگان رسید. اما دیری نپایید که این موسیقی قطع شد و گوینده با صدایی که از شدت اضطراب می‌لرزید اطلاعیه‌ای دربارهٔ حمله ساکنان کره مریخ به زمین و فرود آن‌ها در ایالت نیوجرزی آمریکا قرائت کرد. بقیه برنامه به همین شیوه ادامه یافت و گزارش‌هایی از کاربرد گاز شیمیایی و نوعی نور بسیار داغ موسوم به اشعه سوزان (Heat-Ray) توسط مریخی‌ها، اعلام حکومت نظامی در ایالت نیوجرسی، نابودی نیروهای نظامی توسط ماشین‌های جنگی سه‌پای مریخی، توصیه‌های وزیر داخله به مردم، گزارش‌های زنده خیالی از حمله پنج ماشین مریخی به نیویورک و پخش گاز در آن و غیره ادامه یافت. سپس نمایشنامه قطع شده و گوینده رادیوی سی بی اس به شنوندگان اعلام کرد که دارند به یک نمایشنامه رادیویی گوش می‌دهند. در ادامه نمایشنامه با یک استاد نجوم مصاحبه می‌شود و در پایان مریخی‌ها گرفتار میکروب‌های بیماری زا شده و از بین می‌روند.

## وحشت مردم
اجرای بسیار طبیعی برنامه و عدم اطلاع بیشتر شنوندگان از اینکه این یک نمایشنامه رادیویی است باعث بروز وحشت زیادی بر بین بسیاری از شنوندگان شد. بسیاری از مردم با اداره پلیس تماس گرفته و می‌پرسیدند که در مقابل حمله مریخی‌ها باید چه کاری انجام دهند. گزارش مربوط به اینکه مهاجمین مریخی نوعی گاز سمی به کار برده‌اند باعث شد که بیست خانوار از یک مجتمع ساختمانی در شهر نیوآرک واقع در نیوجرزی در حالیکه دستمال‌های مرطوبی روی سر خود انداخته بودند و صورت خود را با حوله پوشانده بودند از خانه‌های خود به خیابان بریزند. در ردآیلند همه چراغ‌ها را خاموش کردند تا به این وسیله مهاجمین را گمراه کنند. در هارلم مراسم دعا و نیایش تشکیل شد و همگی دست به دامن پروردگار یگانه شدند و در ماساچوست یکی از کارگران همه اندوخته خود را خرج کرد تا بتواند از شهر خود بگریزد و جان خود را نجات دهد. ساکنان بیرمنگام واقع در ایالت آلاباما در کلیساها اجتماع کردند تا برای نابودی این موجودات ترسناک که پوستی شبیه چرم داشتند و شاخکهایشان زهرآگین و مهلک بود دعا کنند. با وجود اینکه در نیمه‌های برنامه یادآوری شده بود که این یک نمایشنامه رادیویی است، اما در آن زمان بیشتر شنوندگان از شدت ترس و وحشت به بیرون گریخته بودند و از این رو این اطلاعیه را نشنیدند.

## پیامدها
پس از این واقعه شکایت‌های بسیاری علیه شبکه سی بی اس تنظیم شد که به جز یک مورد همه آن‌ها رد شدند. این رویداد در آمریکا تلفاتی نداشت، اما هنگامی که یک سال بعد رادیوی اکوادور نمایشنامه‌ای به همین مضمون را با نام مردانی از کره مریخ پخش کرد وحشت و نگرانی مشابهی در میان مردم به وجود آمد. جمعیت هیجان زده و خشمگین به سوی اداره رادیو یورش برده و آن را به آتش کشیدند که منجر به مرگ شش تن از بازیگران این نمایشنامه شد.